# Empis genualis
Empis genualis är en tvåvingeart som beskrevs av Gabriel Strobl 1893. Empis genualis ingår i släktet Empis och familjen dansflugor. Inga underarter finns listade i Catalogue of Life.